# Turrella granulosissima
Turrella granulosissima is een slakkensoort uit de familie van de Clathurellidae. De wetenschappelijke naam van de soort is voor het eerst geldig gepubliceerd in 1879 door Tenison-Woods.